# Kool Keith
Kool Keith, de son vrai nom Keith Matthew Thornton, né le 19 octobre 1963 dans le Bronx, New York, est un rappeur et producteur américain. Au long de sa carrière, Kool Keith travaille en solo et en collaboration avec d'autres artistes. Kool Keith est considéré comme l'un des rappeurs les plus excentriques et inhabituels.
Kool Keith est membre et cofondateur du groupe Ultramagnetic MCs, dont le premier album Critical Beatdown est publié en 1988. Après la publication des deux albums suivants du groupe, Funk Your Head Up et The Four Horsemen, Kool Keith publie son premier album à succès, Dr. Octagonecologyst sous le nom de Dr. Octagon en 1996. Il publie ensuite d'autres albums indépendants comme Sex Style et First Come, First Served (sous le nom de Dr. Dooom).
Après la publication de son album Black Elvis/Lost in Space chez une major, Kool Keith enregistre de nouveau en solo et collabore avec des groupes comme Analog Brothers, Masters of Illusion, Thee Undatakerz et Project Polaroid et plus brièvement avec les groupes Peeping Tom et Yeah Yeah Yeahs. La chanson à succès Smack My Bitch Up de Prodigy reprend une partie vocale de Kool Keith disant change my pitch up, smack my bitch up like a pimp.

## Biographie

### Ultramagnetic MCs (1984-1993)
Thornton lance sa carrière musicale dans le groupe Ultramagnetic MCs. Après la publication de leur album à succès Critical Beatdown en 1988, Thornton est transporté au Bellevue Hospital Center,. Cette hospitalisation serait en fait due à une remarque faite à Thornton lors d'un entretien stressant, mais le rappeur était loin d'imaginer que cet événement aurait fait autant de bruit. Après deux nouveaux albums des Ultramagnetic MCs, Funk Your Head Up en 1992 et The Four Horsemen en 1993, Thornton quitte le groupe pour se consacrer à une carrière solo.

### Carrière solo
Thornton publie son premier single solo notable, Earth People en 1995, sous le nom de Dr. Octagon. Il est suivi de l'album Dr. Octagonecologyst, opus produit par Dan the Automator et Kutmasta Kurt, et contenant du scratching de DJ Qbert ; l'album est acclamé par la presse spécialisée, et est publié à l'échelle nationale par DreamWorks Records en 1997, après sa publication initiale par le label Bulk Recordings sous le simple titre de Dr. Octagon l'année précédente. DreamWorks publie également une version instrumentale de l'album, intitulée Instrumentalyst,. Dr. Octagonecologyst précède l'album Sex Style publié par Thornton en 1997 sous le nom de Kool Keith. En 1996, Thornton collabore avec Tim Dog pour le single The Industry is Wack, sous le nom d'Ultra, ; l'album Big Time suivra par la suite.
En 1999, il publie l'album First Come, First Served sous le nom de Dr. Dooom, personnage fictif qui aurait tué Dr. Octagon dans la chanson d'introduction. La même année, le 10 août 1999, Thornton publie Black Elvis/Lost in Space qui atteint la 10e place des Billboard Heatseekers, la 74e place du Top R&B/Hip-Hop Albums et la 180e place du Billboard 200.
Le 25 juillet 2000, Thornton publie l'album Matthew qui atteint la 47e place des Billboard Heatseekers. La même année, Thornton collabore avec Ice-T, Marc Live, Black Silver et Pimp Rex sur l'album Pimp to Eat, sous le nom de groupe Analog Brothers, dans lequel il joue sous le nom de Keith Korg, et Ice-T sous le nom d'Ice Oscillator.
Le 5 juin 2001, Thornton publie l'album Spankmaster au label Gothom Records, qui atteint la 16e place des Billboard Heatseekers, la 11e place des Top Independent Albums, et la 48e place du Top R&B/Hip-Hop Albums.
En 2002, Thornton se lance dans l'album The Resurrection of Dr. Octagon au côté du producteur Fanatik J, signant un contrat avec CMH Records pour sa publication qui sera par la suite annulée.
Le 12 octobre 2004, Real Talk Entertainment publie l'album Dr. Octagon Part 2. L'album est retiré des ventes.
Le 27 juin 2005, The Return of Dr. Octagon est publié par OCD International, une empreinte de CMH, qui est une suite de Dr. Octagonecologyst. Certains articles de presse spécialisée considèrent l'album moins attrayant que son prédécesseur,. Thornton explique apprécier l'album, mais sent qu'il n'a pas eu d'effet positif sur sa carrière musicale. En août 2005, Thornton joue sous le nom de Dr. Octagon, sans savoir que l'album d'OCD était déjà publié.

### Autres collaborations et albums (depuis 2002)
Thornton, Marc Live et H-Bomb forment le groupe The Clayborne Family, et publient l'album Game le 19 novembre 2002, changeant leur nom pour The Clayborne Family à la publication de leur deuxième album.
Le 25 avril 2006, Thornton publie l'album Nogatco Rd. sous le nom de Mr. Nogatco.
En 2007, les Ultramagnetic MCs publient leur nouvel album The Best Kept Secret.
En 2009, Kool Keith publie l'album-concept Tashan Dorrsett ; une suite, The Legend of Tashan Dorrsett, sort deux ans plus tard.
En 2012, Kool joue au Gathering of the Juggalos. Il prévoit se retirer de la musique.
En 2013, Keith joue, sous le nom de Dr. Octagon, sur la chanson Buried Alive des Yeah Yeah Yeahs.

## Style musical
Les paroles de Thornton tiennent de l'abstrait et du surréalisme, saupoudrées d'un humour infantile. Thornton est aussi connu pour ses thèmes explicitement sexuels, qu'il qualifie de « pornocore »,. En 2007, Thornton clame avoir « inventé l'horrorcore. »

## Discographie

### Albums studio

#### Au sein du groupe Ultramagnetic Mc's
- 1988 : Critical Beatdown
- 1992 : Funk Your Head Up
- 1993 : The Four Horsemen
- 2007 : The Kept Secret

#### En solo
- 1996 : Dr. Octagonecologyst (sous le pseudonyme Dr. Octagon)
- 1997 : Sex Style
- 1999 : First Come, First Served (sous le pseudonyme Dr. Doom)
- 1999 : Black Elvis/Lost in Space (sous le pseudonyme Black Elvis)
- 2000 : Matthew
- 2000 : Matthew (Instrumental)
- 2001 : Spankmaster
- 2004 : The Personal Album
- 2005 : Execution One
- 2006 : Nogatco Rd. (sous le pseudonyme Mr. Nogatco)
- 2006 : The Return of Dr. Octagon (sous le pseudonyme Dr. Octagon)
- 2006 : The Commi$$ioner
- 2006 : The Commi$$ioner 2
- 2008 : Dr. Doom 2 (sous le pseudonyme Dr. Doom)
- 2009 : Tashan Dorrsett
- 2011 : The Doctor Is In (album numérique uniquement)
- 2012 : Love and Danger
- 2014 : Demolition Crash
- 2014 : Teddy Bass Presents: El Dorado Driven
- 2016 : Kool Keith Presents Tashan Dorrsett The Preacher
- 2016 : Feature Magnetic
- 2018 : Moosebumps: An Exploration Into Modern Day Horripilation (sous le pseudonyme Dr. Octagon)
- 2018 : Controller of Trap
- 2019 : Keith
- 2019 : Computer Technology
- 2019 : Saks 5th Ave
- 2023 : Black Elvis 2

### Compilations et remixes
- 1996 : Instrumentalyst (Octagon Beats) (sous le pseudonyme Dr. Octagnon)
- 1999 : The Lost Masters
- 2004 : Official Space Tape
- 2005 : The Lost Masters Volume 2
- 2005 : Collabs Tape
- 2007 : Ultra-Octa-Doom
- 2007 : Sex Style: The Un-Released Archives
- 2011 : The Legend of Tashan Dorrsett

### Album live
- 2007 : In High Definition

### Albums collaboratifs
- 1993 : Cenobites (avec Godfather Don)
- 2000 : Pimp to Eat (avec Ice-T, Pimp Rex, Black Silver et Marc Live sous le pseudonyme Analog Brothers)
- 2000 : A Much Better Tomorrow (avec Dan the Automator)
- 2004 : Diesel Truckers (avec KutMasta Kurt)
- 2004 : White Label Mix Series, Vol. 1 (avec Nancy Des Rose)
- 2006 : Project Polaroid (avec TOMC3)
- 2013 : Magnetic Pimp Force Field (avec Big Sche Eastwood)
- 2015: Time? Astonishing! (avec L'Orange)